# 七里桥街道
七里桥街道是中华人民共和国湖南省常德市武陵区下辖的一个街道办事处。

## 行政区划
七里桥街道下辖以下村级行政区划单位：
柳叶湖社区、戴家岗社区、七里桥社区、东江社区、靳家湾社区、驮古堤社区。